# Maximilian Wietrowski
Maximilian Wietrowski (* 11. Januar 1660 in Prag; † 28. Februar 1737) war ein katholischer Priester und Autor.
Maximilian Wietrowski trat 1677 in den Jesuitenorden ein. In seinen Schriften behandelt er die Konzilien und die Stellung des Papstes.